# Sörja för de sina
Sörja för de sina är en roman av författaren Kristina Sandberg från 2012. Romanen är den andra delen i trilogin om hemmafrun Maj i Örnsköldsvik. Den första delen heter: Att föda ett barn och den sista: Liv till varje pris.